# قارچ برون‌ریشه

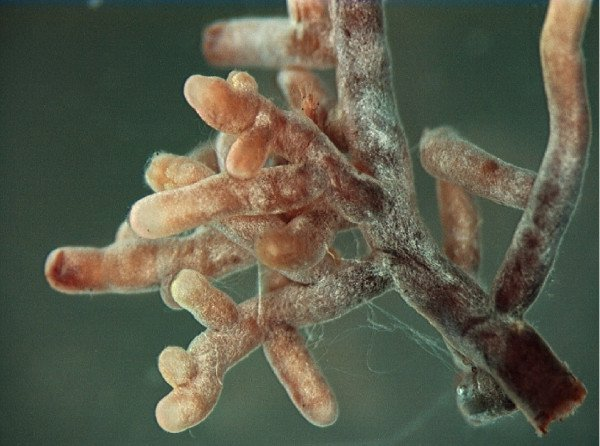
همزیستی قارچ‌های برون‌ریشه، نشان دادن نوک ریشه با میسلیوم قارچی از سردهٔ Amanita

قارچ‌های برون‌ریشه (به انگلیسی: Ectomycorrhiza) (از واژهٔ یونانی ektos به معنی "بیرون"، mykesبه معنی "قارچ" و rhiza به معنی "ریشه") (در حالت جمع ectomycorrhizas یا ectomycorrhizae) شکلی از رابطه همزیستی است که بین یک همزیست قارچی یا مایکوبیونت و ریشه‌های گونه‌های مختلف گیاهی رخ می‌دهد. مایکوبیونت اغلب از شاخهٔ Basidiomycota و Ascomycota و به‌ندرت از Zygomycota است. قارچ‌های برون‌ریشه روی ریشه‌های حدود ۲ درصد از گونه‌های گیاهی شکل می‌گیرند، معمولاً گیاهان چوبی، از جمله گونه‌هایی از خانواده توسکایان، دوبال‌میوگان، موردیان، راشیان، بیدیان، کاجیان و گل‌سرخیان دیده می‌شوند. پژوهش‌ها بر روی قارچ‌های برون‌ریشه در زمینه‌هایی مانند مدیریت و بازسازی بوم‌شناختی بوم‌سازگان، جنگل‌داری و کشاورزی اهمیت فزاینده‌ای دارد.
برخلاف دیگر روابط قارچ‌های ریشه، مانند میکوریزا آربوسکولار و میکوریزا اریکوئید، قارچ‌های برون‌ریشه به دیواره سلولی میزبان خود نفوذ نمی‌کنند. در عوض، آنها یک رابط کاملاً بین‌سلولی به نام شبکه هارتیگ تشکیل می‌دهند که از هیف‌های بسیار پرشاخه تشکیل شده است که شبکه‌ای را بین سلول‌های ریشه اپیدرمی و قشر مغز تشکیل می‌دهد.

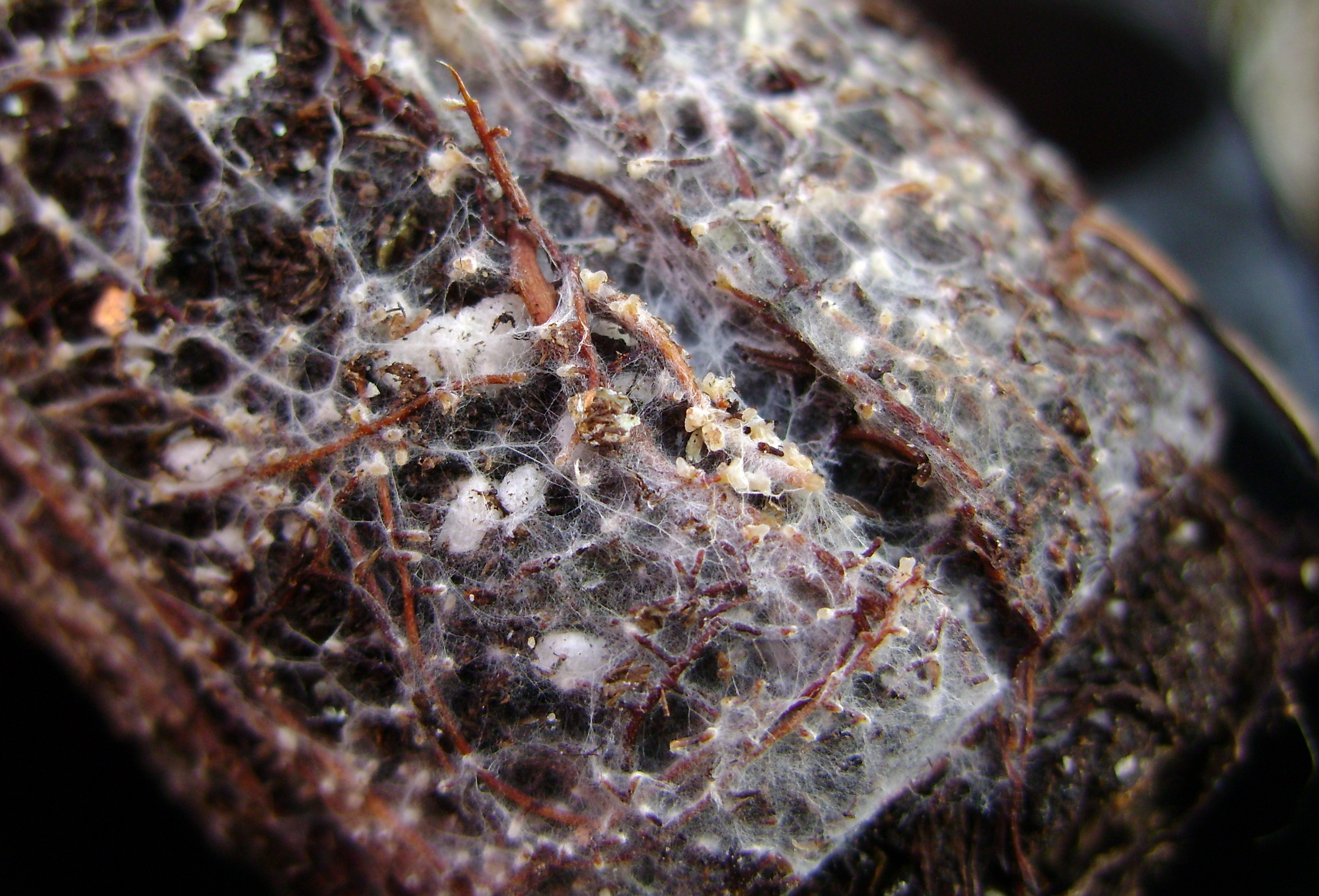
میسلیوم‌های فرارادیکال (سفید) روی ریشه‌های نوئل کانادایی (قهوه‌ای)

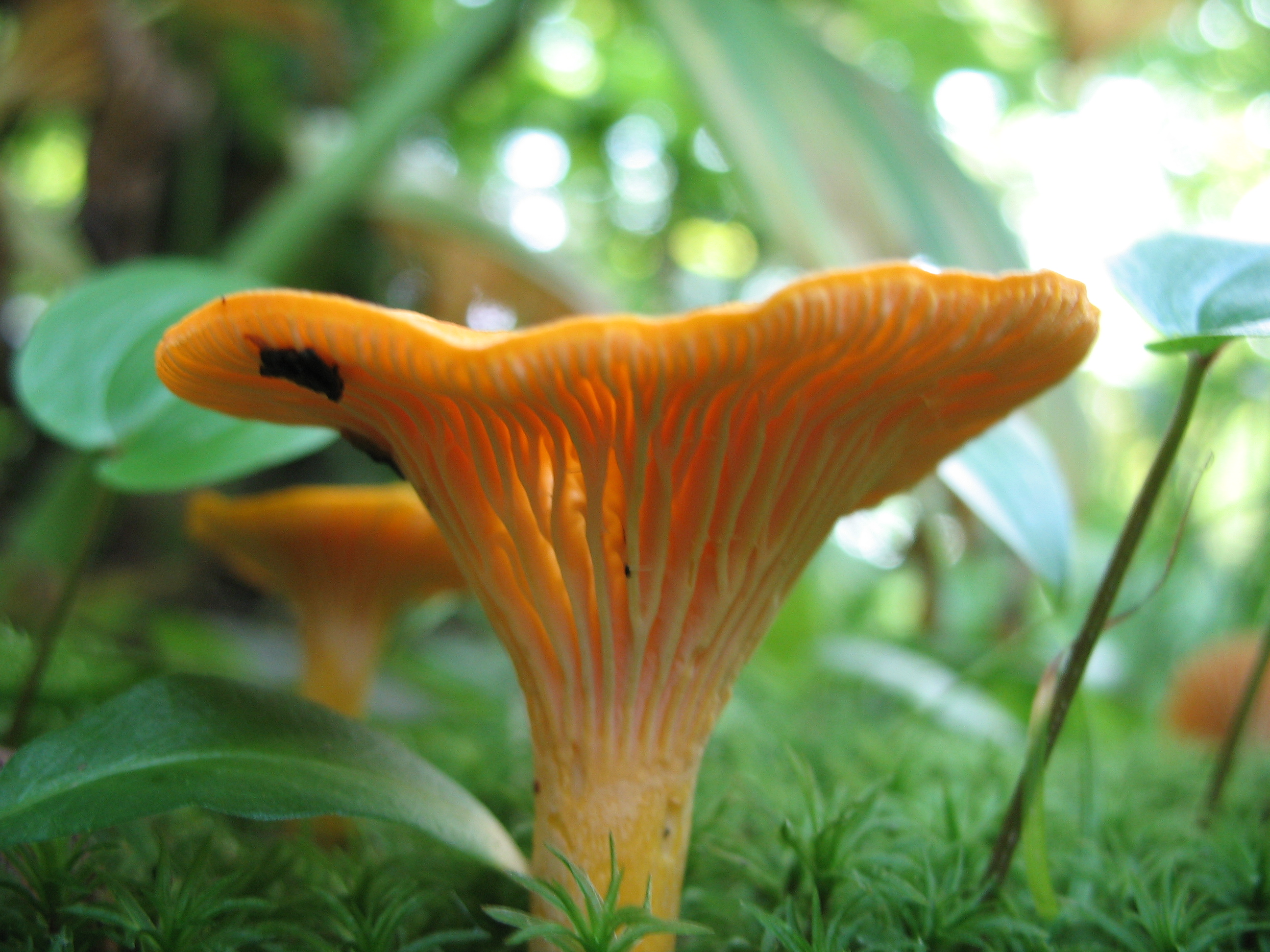
پیکره بارده بیرونی خوراکی Cantharellus cibarius، قارچ طلایی

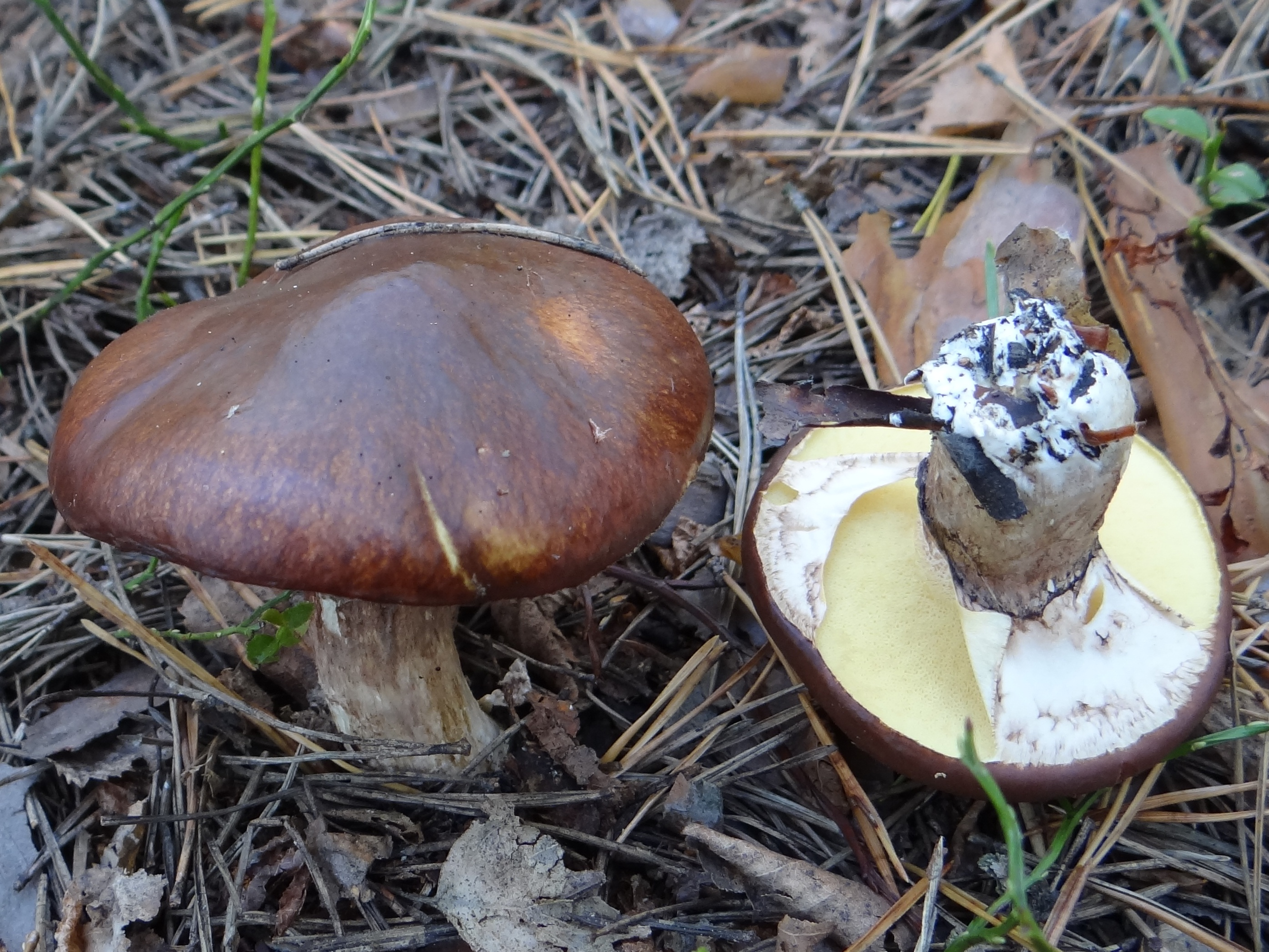
قارچ کلاه‌چسبی، یک قارچ برون‌ریشه با اکوتیپ‌هایی است که با غلظت فلزات سنگین مرتبط هستند.